# Пайта
Пайта (исп. Paita) — город на севере Перу, находится на побережье Тихого океана в 57 километрах от города Пьюра и в 1089 километрах от столицы Перу города Лима. Административный центр района и провинции с одноимённым названием. Считается третьимпо важности портом Перу после городов Кальяо и Чимботе.

## История
Город был основан 30 марта 1532 года испанским конкистадором Франсиско Писсарро и изначально назван им «Сан-Франсиско-де-Пайта-де-Буэна-Эсперанса» (исп. San Francisco de Payta de Buena Esperanza).
Первое описание в 1553 году порта упоминается в книге «Хроника Перу» Сьеса де Леона:
«Гавань Пайта лежит от пройденного мыса (м. Париньяс) [на расстоянии] около 8 лиг. Пайта — очень хорошая гавань, где суда [могут] отремонтироваться и пополнить припасы. Это основной промежуточный порт для всего Перу и для всех приходящих в него кораблей. Находится этот порт Пайта на 5-м градусе.»